# 麥志忠
雲吞麵大王麥煥池之孫，著名麵店麥奀雲吞麵世家創辦人麥奀之子，三代承傳經營雲吞麵店。
1986年，麥志忠於中環永吉街開設忠記麵家，其後移民加拿大，於當地開設多間麵店。
- 食字部：消失中的細蓉（页面存档备份，存于）